# Zalužice
Zalužice – wieś (obec) na Słowacji położona w kraju koszyckim, w powiecie Michalovce. Pierwsze wzmianki o miejscowości pochodzą z roku 1249. 
Według danych z dnia 31 grudnia 2012, wieś zamieszkiwało 1137 osób, w tym 598 kobiet i 539 mężczyzn.
W 2001 roku rozkład populacji względem narodowości i przynależności etnicznej wyglądał następująco:
- Słowacy – 98,06%
- Czesi – 0,53%
- Polacy – 0,09%
- Romowie – 0,26%
- Rusini – 0,18%
- Ukraińcy – 0,18%
- Węgrzy – 0,18%

Ze względu na wyznawaną religię struktura mieszkańców kształtowała się w 2001 roku następująco:
- Katolicy rzymscy – 54,98%
- Grekokatolicy – 19,65%
- Ewangelicy – 2,47%
- Prawosławni – 8,37%
- Ateiści – 4,58%
- Przedstawiciele innych wyznań – 0,18%
- Nie podano – 2,64%